# 구미초등학교 (경기)
구미초등학교는 대한민국 경기도 성남시에 있는 공립 초등학교이다.

## 학교 연혁
- 1994년 11월 1일 구미국민학교 인가
- 1995년 6월 20일 초대 최달옥 교장 취임
- 1995년 7월 1일 구미국민학교 개교(6학급)
- 1996년 3월 1일 구미초등학교로 교명 변경
- 1998년 12월 1일 제2대 이현세 교장 부임
- 1999년 12월 1일 제3대 김원태 교장 부임
- 2004년 12월 28일 성남교육장배 육상꿈나무대회 우승
- 2005년 3월 1일 제4대 김우현 교장 부임
- 2005년 11월 30일 자율장학 우수교 성남교육장 표창
- 2005년 12월 30일 학교평가결과 최우수학교선정 교육감 표창
- 2007년 2월 15일 급식실 현대화 사업 완료
- 2007년 10월 23일 경기도교육청지정 방과후 시범학교 운영보고회
- 2007년 11월 6일 과학2실 현대화 사업 완료
- 2008년 2월 17일 교실냉방시설 사업 완료
- 2010년 3월 1일 33학급 편성
- 2011년 3월 1일 제5대 권옥랑 교장 부임
- 2012년 3월 1일 경인교육대학교 교생실습협력학교 운영
- 2013년 3월 1일 28학급 편성
- 2013년 12월 12일 운동장 배수로공사
- 2014년 3월 1일 26학급 편성
- 2014년 3월 1일 전문적교사공동체 운영
- 2014년 6월 5일 교사동 외벽 보수공사(도색,방수)
- 2014년 7월 4일 어린이 놀이시설 설치
- 2014년 8월 25일 교실 바닥 공사
- 2014년 8월 28일 정문 교체 공사
- 2015년 3월 1일 25학급 편성
- 2025년 7월 1일 개교 30주년

## 참고 자료
- 구미초등학교 - 한국교육학술정보원 학교알리미